# Nadejda Kútxer
Nadejda Kútxer (en rus: Надежда Анатольевна Кучер) és una soprano.